# Publio Cornelio Escipión Nasica (cónsul 111 a. C.)
Publio Cornelio Escipión Nasica (en latín, Publius Cornelius Scipio Nasica) fue un político y militar de la República Romana, hijo del cónsul del año 138 a. C. Publio Cornelio Escipión Nasica Serapión. 

## Carrera política
Fue cónsul el año 111 a. C. junto con Lucio Calpurnio Bestia y permaneció en Italia mientras su colega iba a África para dirigir la guerra contra Jugurta. Murió durante su consulado. Diodoro de Sicilia señala que era un hombre inaccesible al soborno y Cicerón lo describe como una persona apacible y un buen orador con un latín hablado muy puro y con buen sentido del humor.